# Bruebach

Bruebach este o comună în departamentul Haut-Rhin din estul Franței. În 2009 avea o populație de 1.031 de locuitori.

## Evoluția populației
| An        | 1975 | 1982 | 1990 | 1999 | 2006  | 2009  |
| --------- | ---- | ---- | ---- | ---- | ----- | ----- |
| Populație | 494  | 687  | 901  | 953  | 1.024 | 1.031 |